# Потапенко, Николай Макарович
Потапенко Николай Макарович (род. 16 августа 1939, Киевская область) — советский шахтёр, бурильщик рудоуправления имени С. М. Кирова Криворожского железорудного бассейна. Лауреат Государственной премии СССР (1985).

## Биография
Родился 16 августа 1939 года на территории Киевской области.
Получил среднее образование.
В 1957—1989 годах — бурильщик, бригадир шахты имени Артёма № 1 (Артём-1) рудоуправления имени С. М. Кирова Криворожского железорудного бассейна (Кривой Рог).
Победитель соревнований, ударник пятилеток, устанавливал производственные рекорды. Участвовал в испытании новой техники, новатор производства, лучший по профессии, наставник молодёжи.

## Награды
- Государственная премия СССР (1985) — за большой личный вклад в повышение эффективности металлургического производства;
- Орден Трудовой Славы 2-й и 3-й степеней;
- Знак «Шахтёрская слава» 1—3-й степеней.